# Фердинанд Годлер
Фердинанд Годлер (нім. Ferdinand Hodler; 14 березня 1853, Берн — 19 травня 1918, Женева) — швейцарський художник-модерніст. Його картини написані в особливій формі символізму, яку сам художник називав паралелізмом, що відзначається симетричним розміщенням фігур у танцювальних або ритуальних позах.

## Ранні роки
Годлер народився в Берні в родині теслі й був первістком. Мати художника походила з селянської родини. Батько Годлера і двоє його братів померли від туберкульозу коли йому ще не виповнилося вісім років. Мати Годлера, Маргарете, вдруге вийшла заміж за художника-декоратора Готліба Шюпбаха, але померла 1867 року залишивши вісьмох дітей. Згодом всі брати й сестри Годлера також померли від туберкульозу. Від дванадцяти років Годлер взяв на себе опікування майстернею свого вітчима, у якого був алкоголізм, і дбав про всю родину. Допомагав вітчиму в малюванні вивісок та в інших комерційних проєктах.

## Становлення
1868 році Годлера відправили в Тун в учні до місцевого художника Фердинанда Зоммера. У Зоммера Годлер навчився малювати звичайні альпійські пейзажі, як правило, скопійовані з гравюр. Ці пейзажі він продавав туристам.
Наприкінці 1871 року Годлер переїжджає до Женеви, там він малював вивіски і копіював картини в музеї Рат, де його виявив Бартелемі Менн. У 1872 році Годлер став його учнем. Художник вивчав старих майстрів та великих малярів свого часу, таких як Каміль Коро та Гюстав Курбе. В 1878 та 1879 роках відвідував Іспанію, де цікавився роботами Веласкеса. У 1881 році він разом з іншими студентами Менна працював над створенням панорами Бурбакі під керівництвом художника баталіста Едуарда Кастра.
У 1874 році Годлер отримав першу премію на конкурсі «Concours Calame», який був організований «Société des Arts de Genève» у Женеві в пам'ять про відомого пейзажиста Александра Калам. Він отримав премію у розмірі 300 франків за свою картину під назвою «Підлісок». До кінця свого навчання в Женевській школі дизайну в 1878 році він регулярно брав участь у виставках. Зокрема у виставках в Лондоні в 1881 році, в Цюриху в 1883 році, в Женеві в 1884 році і в 1885 році на Всесвітній виставці в Антверпені.
У середині 1880-х років Годлер відходить від тих мистецьких зразків, котрі він наслідував протягом ранніх років. З 1885 року картини створювалися в розробленому ним стилі, який він називав паралелізмом. У той час «паралелізм тіла і душі» активно обговорювався під впливом творів Вільгельма Вундта. Годлер бачив, що природа організовує себе за паралельними моделями: стовбури дерев у лісі, симетричні лінії людського тіла, симетричне протиставлення дня та ночі, чоловіка та жінки. На художню творчість Годлера також сильно вплинув дитячий досвід смерті близьких людей.

## Розквіт твочості
У грудні 1885 року відбулася його перша персональна виставка в Cercle des Beaux-Arts у Женеві. Друга персональна виставка стала можливою для нього в 1887 році в Художньому музеї Берна в його рідному місті. Його роботи все частіше викликали схвалення та позитивні відгуки за його «типові швейцарський стиль», наприклад, з картиною «Мужня жінка» 1886 року, в якій поєднується натуралізм та тогочасні принципи краси. Разом з тим Годлер часто наштовхувався на різку критику, відмову у виставках, або навіть виключення робіт з групових виставок. Одним з його затятих опонентів був мер Женеви Теодор Турреттіні. Протягом усієї його творчості це призводило до серйозних публічних суперечок, включно зі надуманою «справиою Годлера», в якій особливо відзначилася консервативна преса окремих регіонів Швейцарії.
У 1884 році Годлер познайомився з Огюстен Дюпен, яка послужила моделлю для численних робіт і була його коханкою. У 1887 році вона народила сина Гектора. У 1889 році Годлер одружився з Бертою Штукі, але шлюб закінчився розлученням у 1891 році. Обидві жінки зображені на картині «Ніч», створеній того ж року. З цією картиною, що зображає мотиви сну, смерті та сексуальності, Годлер досяг свого прориву. Виставку картини в Женевському музеї Рат в останню хвилину заборонили, засудивши її як аморальну. Але приватно організована виставка мала великий успіх. Пізніше відбулися виставки та нагороди в Парижі, Мюнхені, Лондоні, Берліні, Відні та Венеції.
У 1892 році Годлер виставив картину «Розчаровані душі» в Салоні Розенкройцерів в Парижі і став членом цього товариства. У 1897 році Годлер виграв конкурс на оздоблення збройного залу Швейцарського національного музею в Цюриху на тему «Відступ швейцарців після битви під Мариньяно» в 1515 році. Проєкти Годлера призвели до найбільшої суперечки про мистецтво, яка коли-небудь відбувалася в Швейцарія до того моменту, тому що директор музею Генріх Ангст бойкотував його проєкти, тож делегація Федеральної ради їхала з Берна до Цюріха, щоб затвердити роботи Годлера. Стійкість Годлера та активна підтримка місцевих і міжнародних шанувальників мистецтва призвели до прориву в цій та численних подібних суперечках про значення та роль мистецтва. З цими суперечками пов'язана його лекція «Про мистецтво», прочитана 12 березня 1897 року у Фрібурській художній асоціації.
У 1894 році Годлер зустрів Берту Жак, яка стала його другою дружиною в 1897 році. Цей шлюб, як і перший, залишився бездітним. Між 1896 і 1899 роками Годлер викладав живопис в музеї у Фрібурі. Його учнями були Освальд Піллоуд, Гірам Брюльхарт, Раймонд Букс і Жан-Едуард де Кастелла.
Під час Всесвітньої виставки в Парижі в 1900 році Годлер отримав золоту медаль за три предствлені там роботи. До 1900 року він взяв участь у понад 200 виставках, тож він був одним із провідних художників тогочасної Європи, а за стилем і виразністю творчості — типовим представником швейцарського мистецтва. Усе це також покращило його, попередньо доволі хитку, економічну ситуацію. У тому ж році він став членом Віденьського та Берлінського сецесіонів, а від 1904 року і Мюнхенського.
У листопаді 1900 року федеральний радник Цемп, голова департаменту пошти та залізниці, оголосив конкурс на дизайн нової швейцарської поштової марки. Годлер анонімно надіслав малюнок, на якому зображений фрібурський пастух. Це зображення використали через 35 років у швейцарському блоку Pro Patria у 1936 році.
У 1905 році прем'єр-міністр Вюртемберга Карл фон Вайцзеккер запитав Годлера, чи хоче він стати наступником Леопольда фон Калькройта в Королівській академії образотворчих мистецтв у Штутгарті, але той відмовився.

## Автопортрети
113 автопортретів Ходлера відзначають його розвиток як особистості та художника. Вони свідчать про пошук ідентичності, суспільних і особистих цінностей, є вираженням його протестів, його наполегливості і часто яскравим відображенням його психічного стану. Підживлюваний своїм інстинктом самозбереження в постійній конфронтації зі зовнішнім світом, йому вдається представити своє власне ставлення, свою поведінку, настрій. Прикладами цього є «Злий 1881», «Історик» 1886, «Паризький автопортрет» 1891, «Автопортрет із трояндами» 1914 та «Останній автопортрет» 1918.

## Пізня творчість
У 1908 році Годлер зустрів Валентину Годе-Дарел (1873—1915), яка стала його коханкою, хоча він продовжував жити зі своєю другою дружиною. У Годе-Дарел діагностували рак у 1913 році. У січні 1914 року, через три місяці після народження доньки Поліни, Годе-Дарель була прооперована. У червні 1914 року вона перенесла повторну операцію. Її смерть у січні 1915 року дуже вплинула на Годлера. Багато годин, які Годлер провів біля її ліжка, призвели до вражаючої серії картин, що документують її хворобу та смерть. Дочку Полін (згідно інших джерел Полетт (1913—1999)) виховувала дружина Годлера Берта Жак. Пізніше Поліна Валентина Магненат-Ходлер сама стала художницею.
Годлер вів запеклу боротьбу за те, щоб зрозуміти світ таким, яким він є, і виразити власний світогляд у мистецтві. Його метою була безкомпромісна правдивість до природи та людської краси. «Я ставлю правду вище краси — я нічого не можу з цим вдіяти», — писав він своєму колезі-музиканту в 1883 році. Починаючи з портрета «Ніч», Годлер створив кілька робіт, які в цьому сенсі є сигналами та наслідками його взаємодії з природою, красою та історичними цінностями. Пізні експресіоністські прості пейзажні картини Ходлера також роблять його одним із найважливіших художників альпійського пейзажу.
У 1914 році, на початку першої світової війни Годлера виключили майже з усіх німецьких асоціацій художників за те, що він підписав лист протесту проти обстрілу Реймського собору німецькою артилерією.
Один із найбільших мистецьких скандалів в Імперії виник навколо картини «Вихід німецьких студентів у визвольну війну» в 1813 році — відтоді назавжди вписаної в Чорну книгу європейської культурної історії як «Справа Ходлера».[7]
Але на батьківщині його визнання зростало. У 1908 році Національний банк Швейцарії доручив Годлеру створити два зразки банкнот. Його проєкти були суперечливими: замість портретів відомих людей Годлер вирішив зобразити дроворуба (для купюри в 50 швейцарських франків) і женця (для банкноти в 100 франків). Банкноти надруковано 1911 року.
У 1913 року йому було присвоєно ступінь почесного доктора Базельського університету. У 1916 році Годлер отримав посаду професора в Школі образотворчого мистецтва у Женеві. У 1917 році музей Kunsthaus в Цюриху організував першу велику ретроспективу Годлера. У рік смерті він став почесним громадянином Женеви.
До 1917 року його здоров'я погіршилося. У листопаді того ж року він захворів на набряк легенів і сказав синові, що думає про самогубство. Хоча в основному він був прикутий до ліжка, він намалював кілька видів Женеви зі свого балкона за кілька місяців до своєї смерті 19 травня 1918 року.

## Спадщина
Свого часу особливе захоплення викликали фрески Годлера на патріотичні теми. За словами Сеппа Керна, Годлер «допоміг відродити мистецтво монументального настінного живопису, і його робота вважається втіленням ідентичності Швейцарії».
Багато з найвідоміших картин Годлера — це сцени, в яких персонажі займаються повсякденною діяльністю, наприклад знаменитий «Дроворуб» («Der Holzfäller», 1910, Музей д'Орсе, Париж)..
Значна частина робіт Ходлера знаходиться в публічних колекціях Швейцарії. Інші колекції, що зберігають основні твори, включають Музей д'Орсе в Парижі, Метрополітен-музей у Нью-Йорку та Чиказький інститут мистецтв.

## Вшанування
Годлер був близьким другом бернського письменника Карла Альберта Лузлі, який також видав про нього кілька книг. Інтенсивні контакти з численними художниками свого часу, такими як Куно Амієт, Ґустав Клімт, Джованні Джакометті та багатьма іншими, допомогли йому сторити міжнародну репутацію та широку публіку для своїх робіт у Європі.
У 1932 році колишню Вайзенгаусштрассе в Берні було перейменовано на «Фердинанд Годлерштрассе» на честь Фердинанда Годлера, а з 1 січня 1948 року на Ходлерштрассе. На цій вулиці розташований Бернський художній музей.
У 1944 році місто Женева спільно з Федеральним департаментом внутрішніх справ оголосили конкурс на встановлення пам'ятника Фердинанду Годлеру. Журі не присудило жодної першої премії серед 24 отриманих проєктів. Проте створення пам'ятника Ходлеру було доручено Якобу Пробсту. 25-тонний вапняковий блок Вале являє собою чотириметрову фігуру воїна, яка мала нагадувати картину Ходлера «Битва при Маріньяно». Щойно він був завершений, журі визнало монумент занадто масивним і потужним і відхилило його. У 1955 році монумент був встановлений як військовий у парку міста Ольтен.

## Галерея

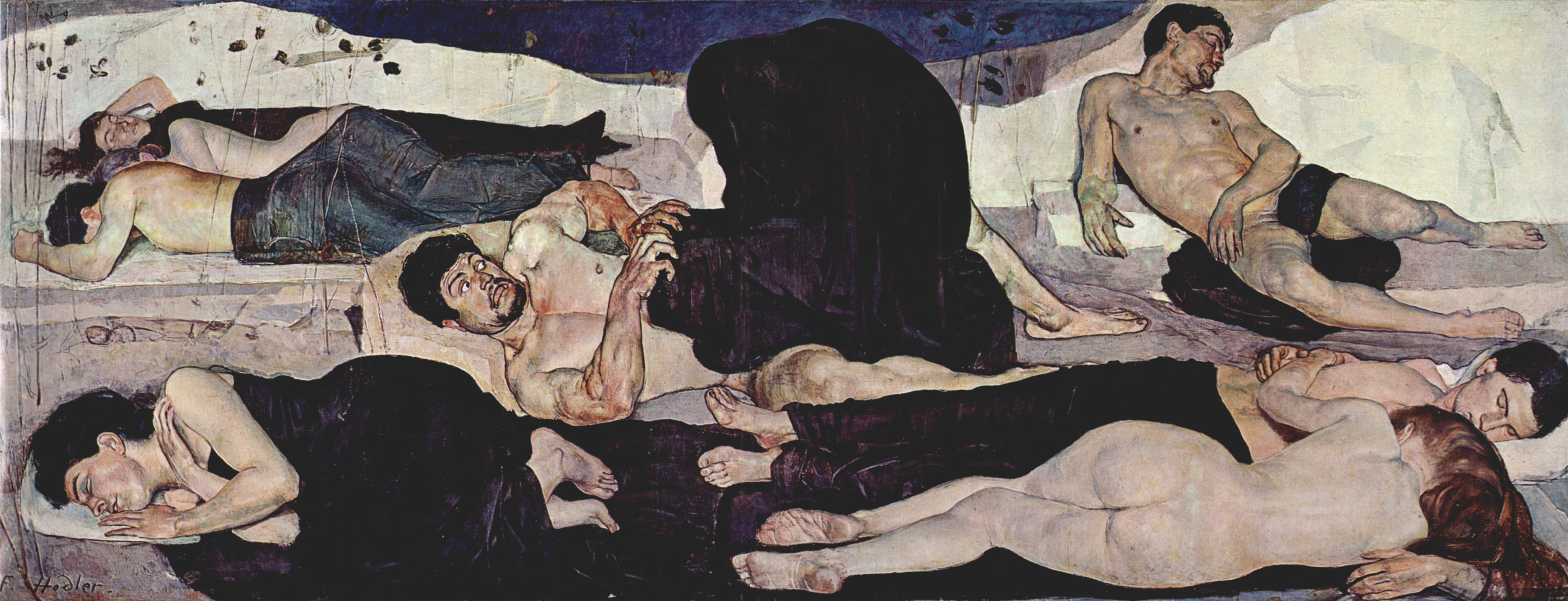
Ніч, 1889-1890
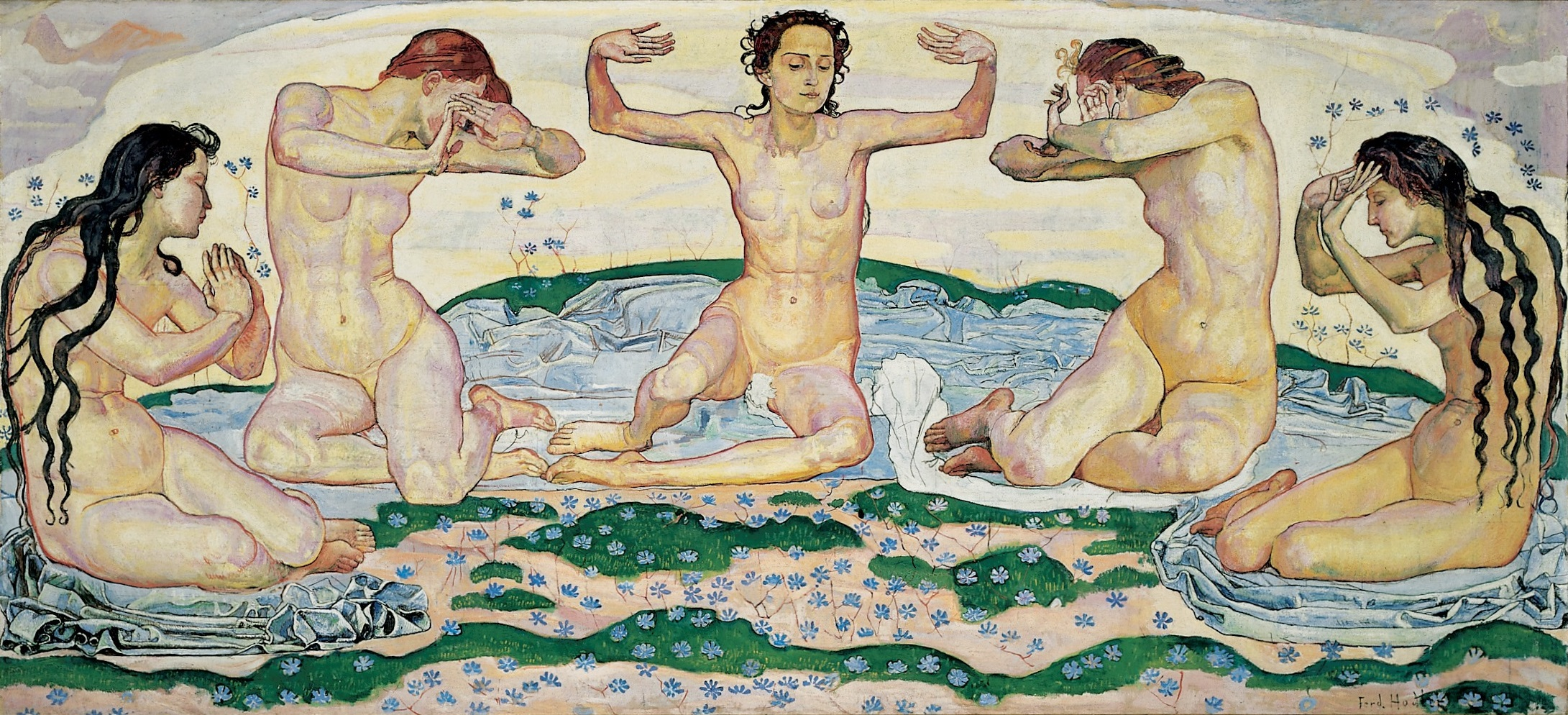
День, 1900
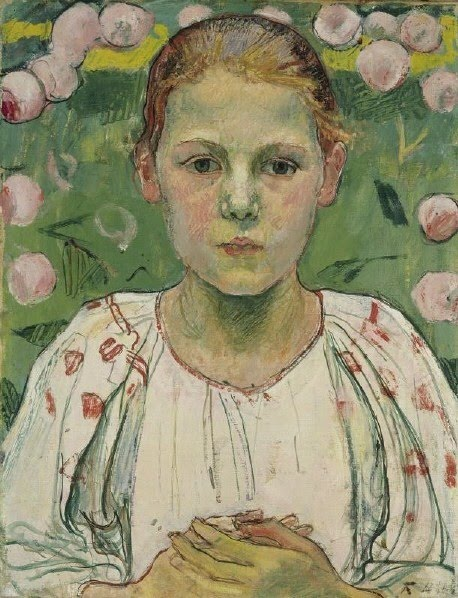
Портрет баронеси Марії фон Бах, 1904
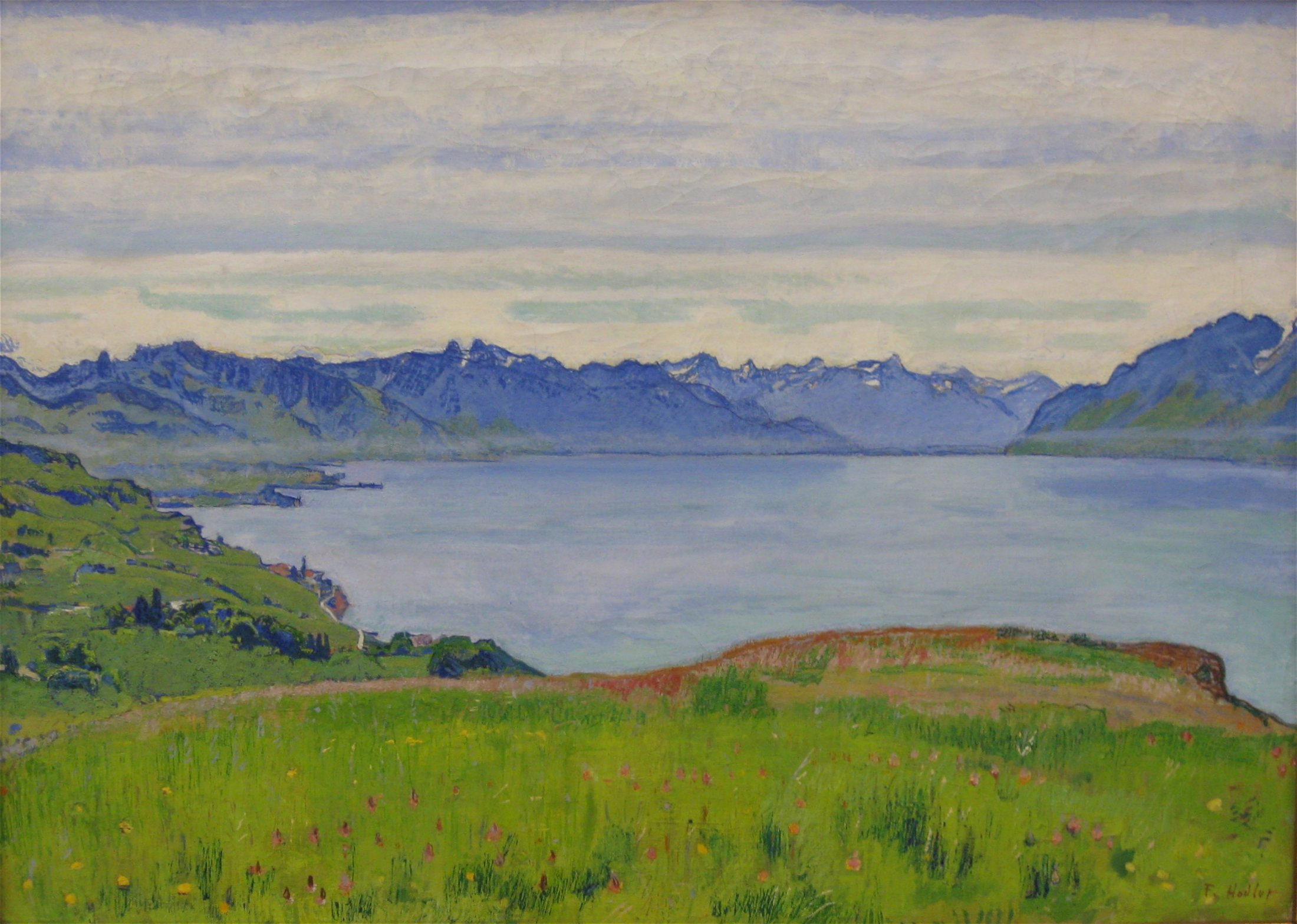
Ландшафт на Женевському озері, 1906
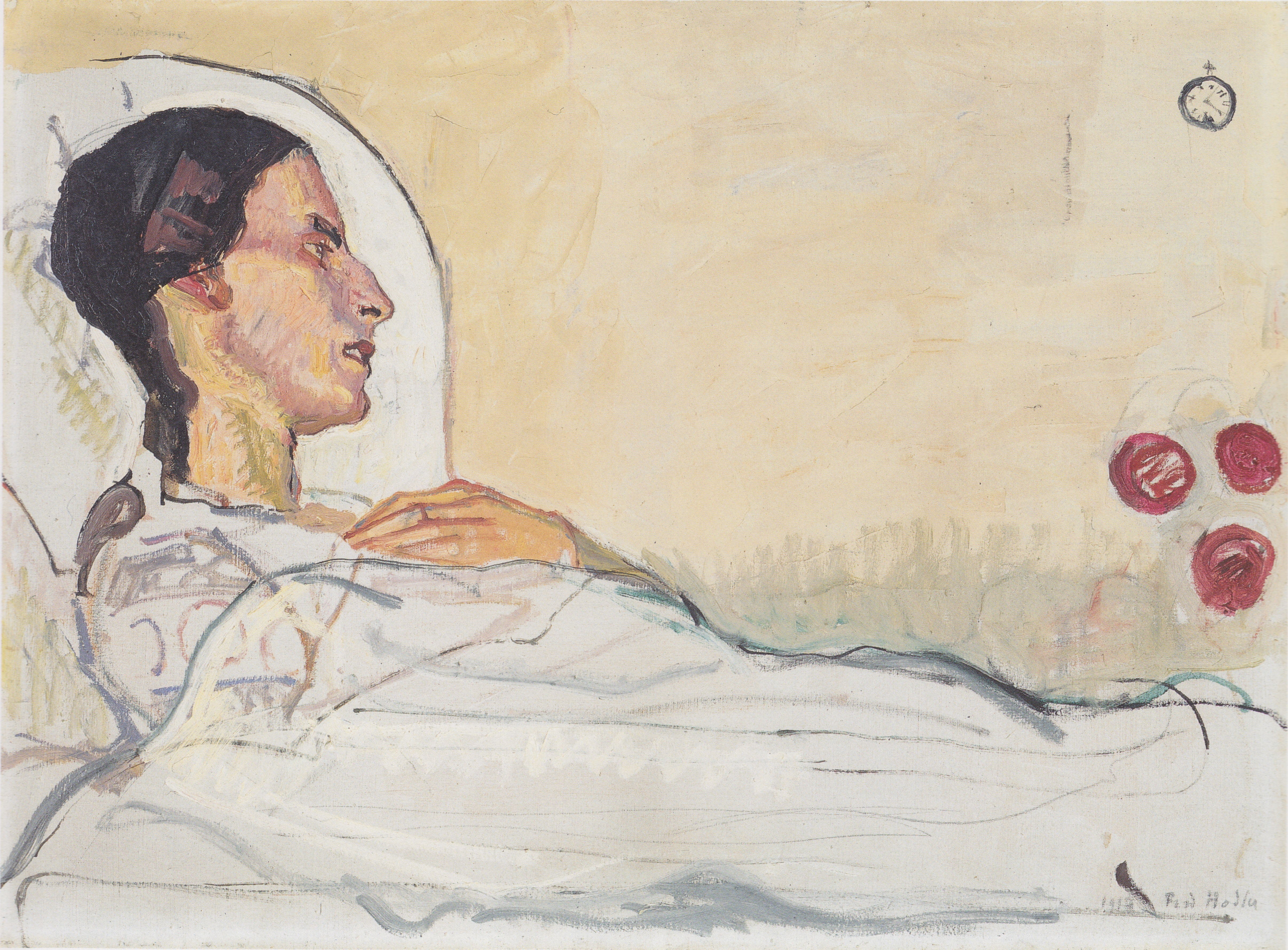
Валентина Годе-Дарель хвора в ліжку, 1914